# Potigny
Potigny – miejscowość i gmina we Francji, w regionie Normandia, w departamencie Calvados.
Według danych na rok 1990 gminę zamieszkiwało 1776 osób, a gęstość zaludnienia wynosiła 417 osób/km² (wśród 1815 gmin Dolnej Normandii Potigny plasuje się na 114. miejscu pod względem liczby ludności, natomiast pod względem powierzchni na miejscu 944). W roku 2020 zamieszkiwały w Potigny już 2092 osoby.
W latach 1907–1989 w regionie Soumont-Potigny działały kopalnie węgla kamiennego, Po I wojnie światowej odnotowano napływ pracowników z zagranicy, między innymi z Czech i Polski. W 1931 w Potigny zamieszkiwały 2742 osoby, spośród których 1849 to cudzoziemcy; w tej liczbie było aż 1373 Polaków.

Wieloletnim nauczycielem w szkole polskiej w Potigny był Jan Władysław Ginter.